# Piotr Szmitke

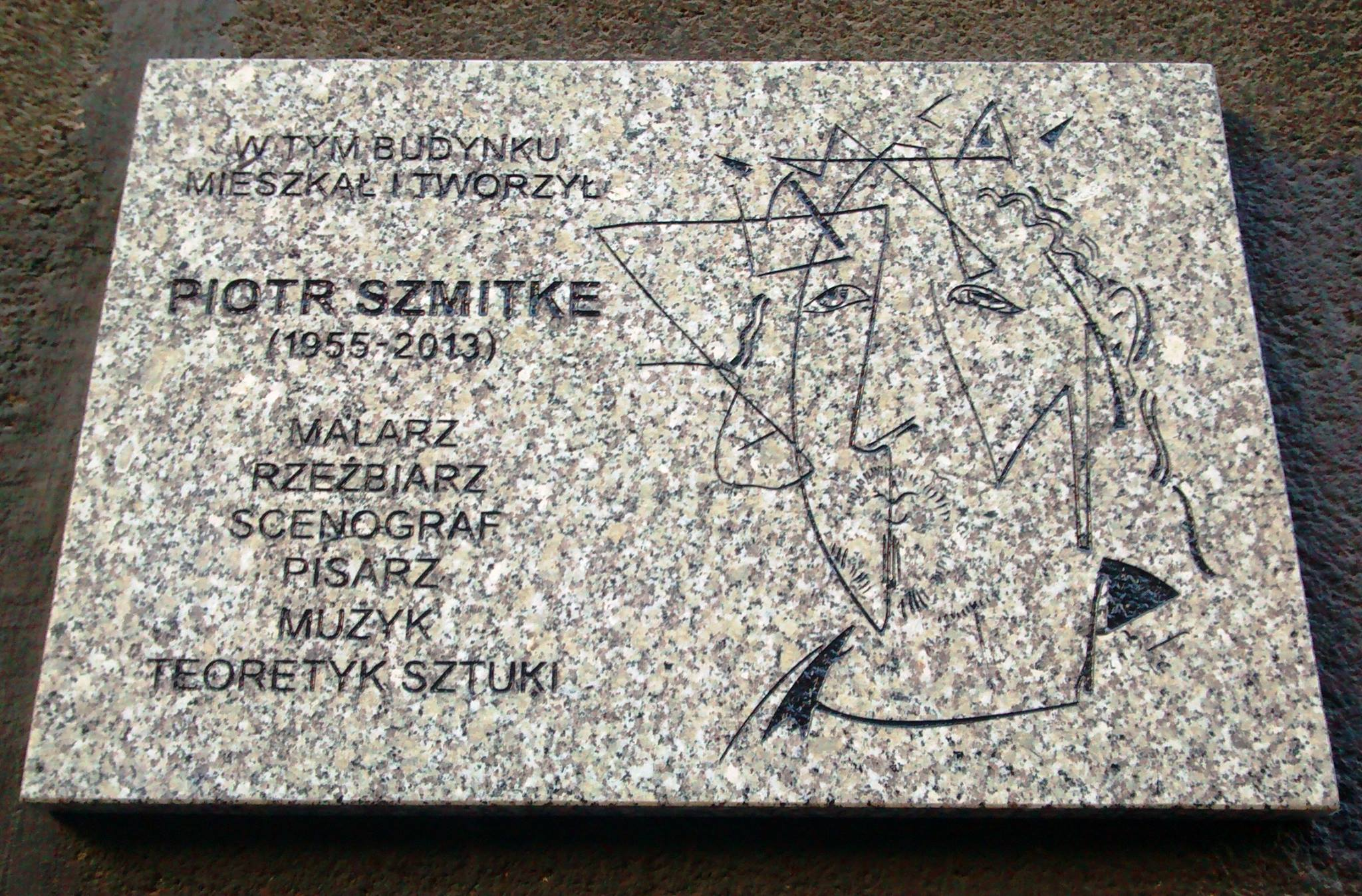
Tablica na fasadzie domu przy ul. ks. Józefa Szafranka 11 w Katowicach, upamiętniająca artystę Piotra Szmitke, który mieszkał i tworzył w tym budynku.

Piotr Szmitke, także Piotr Schmidtke (ur. 14 czerwca 1955 w Katowicach, zm. 15 sierpnia 2013 w Krakowie) – polski artysta interdyscyplinarny, twórca i teoretyk sztuk wizualnych, scenograf, kompozytor, dramatopisarz i reżyser.
Jest autorem i propagatorem nowego pojęcia w sztuce – metaweryzmu. W trakcie blisko dziesięcioletniego pobytu w Paryżu ogłosił w 1988 roku „metawerystyczny manifest”, w myśl którego tworzywem artystycznym jest sama historia sztuki, artysta zaś kuratorem, ustalającym jej przestrzeń. Metaweryzm zakłada tworzenie wirtualnych osobowości artystów posiadających swoje biografie i skrajnie różne style artystycznej wypowiedzi, wynikłe z określonego kontekstu społeczno-kulturowego. W doktrynie metawerystycznej kluczową rolę odgrywa perspektywa optymentalna, według której prawdziwa wiedza o przedmiocie rodzi się w akcie jego postrzegania. Opierając się na mechanice kwantowej, zakłada, iż reprezentacja przedmiotu nie jest możliwa bez obrazu jego interpretatora. Metaweryzm jako nurt krytyczny i społecznie zaangażowany przestrzega przed inwazją świata wirtualnego. Odsłania świat symulakrów, faktów, obrazów i autorytetów fikcyjnie preparowanych, zawłaszczających umysły ludzi w celu wyparcia z nich chęci aktywnego współkreowania realnej rzeczywistości.

## Życiorys
Urodził się w Katowicach, gdzie rozpoczął edukację muzyczną pod kierunkiem matki i artystyczną w Państwowym Liceum Sztuk Plastycznych w Katowicach pod kierunkiem Henryka Wańka. Pod jego wpływem w 1973 roku założył z Romanem Maciuszkiewiczem, Tadeuszem Ginko i Jerzym Kosałką grupę artystyczną MESA – później META (Młodzi Entuzjaści Twórczości Afirmatywnej). Za nielegalne powielanie i dystrybucje podziemnej gazety „META” grupa została rozwiązana przez dyrekcję szkoły. Studiował malarstwo w krakowskiej Akademii Sztuk Pięknych w pracowniach profesorów: Włodzimierza Sawulaka, Jerzego Nowosielskiego i Andrzeja Strumiłły (dyplom w 1980 r. pod kier. prof. Andrzeja Strumiłły). Jego praca dyplomowa Kobieta medium symboliczne zdobyła wyróżnienie.

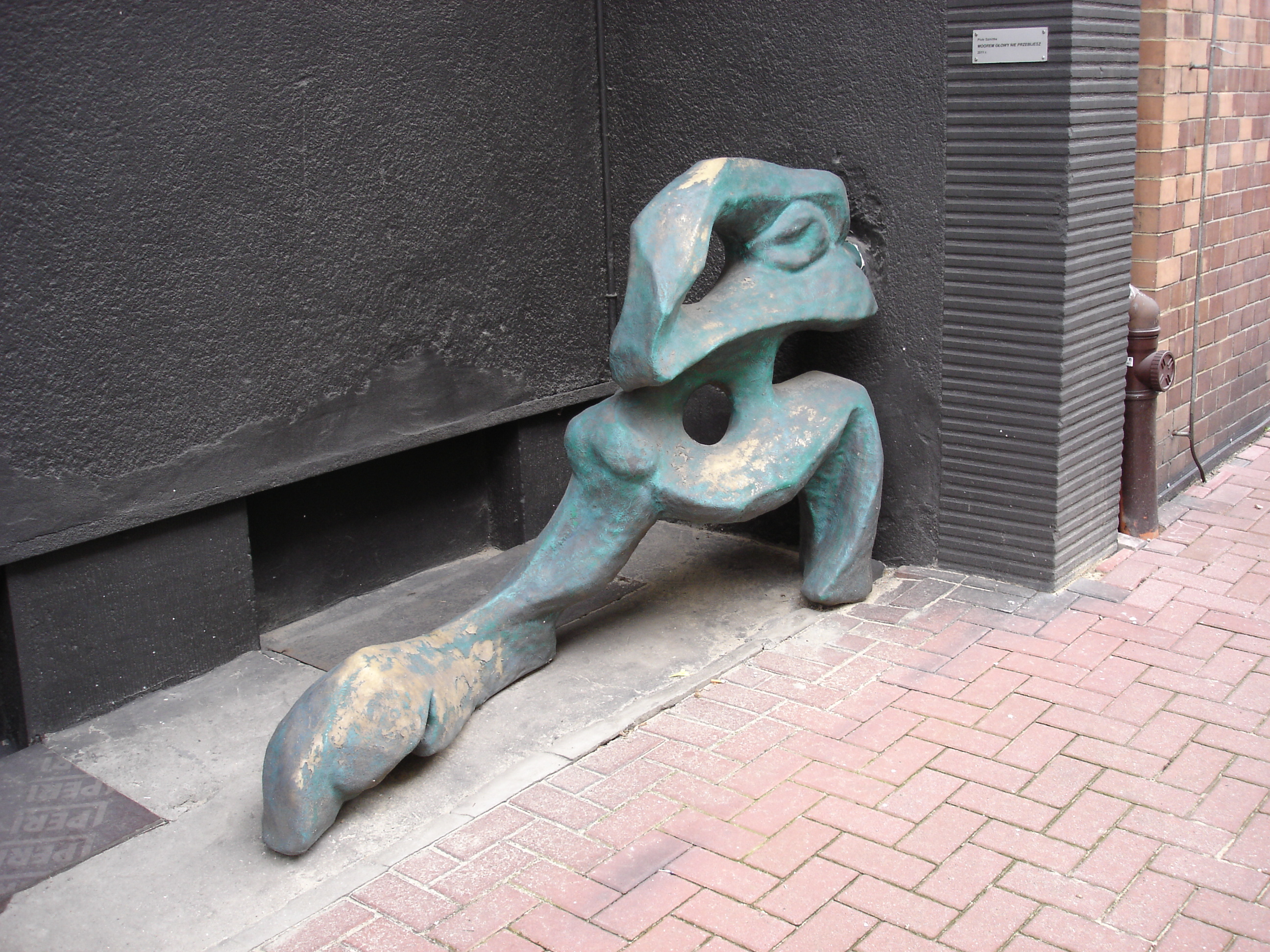
Piotr Szmitke, Moorem głowy nie przebijesz, 2011, rzeźba przy budynku, w którym mieszkał artysta, ul. ks. Józefa Szafranka 11, Katowice, fot. 2017 r.

W 1979 podjął pracę nauczyciela malarstwa i rysunku w Liceum Sztuk Plastycznych w Katowicach. Do jego uczniów należeli m.in. prof. Zbigniew Blukacz, prof. Krzysztof Kula oraz prof. Ireneusz Walczak. 1981 – otrzymał II nagrodę w konkursie „Postawy Twórcze” zorganizowanym przez Związek Polskich Artystów Plastyków. W 1981 w przeddzień ogłoszenia stanu wojennego wyjechał do Francji na zaproszenie Stowarzyszenia Art. Aujourd’hui jako przedstawiciel młodej polskiej sztuki postępowej. Związał się z Galerie du Sagittaire w Strasbourgu, gdzie wystawiał w latach 1982–1984. We Francji odbył kursy kompozytorskie pod kier. Jean-Claude’a Ferry’ego, studiował reżyserię teatralną, a także prowadził kursy przygotowawcze do Academie des Arts Decoratifs w Strasbourgu. W 1987 objął stanowisko dyrektora artystycznego Muzeum Surrealizmu w Melun Vaux-le-Pénil pod Paryżem, pod patronatem Pierre’a Argileta.
W 14 lipca 1988 w Paryżu odbyła się I Konferencja Metawerystyczna, w toku której ogłoszony został pierwszy manifest metaweryzmu. W 1990 roku powrócił do kraju. W 2005 roku wystawił w Operze Śląskiej w Bytomiu autorską operę pt. Muzeum Histeryczne Mme Eurozy. W 2009 roku odbyła się premiera filmu (w reżyserii Szmitkego) Zbrodnia Ikara. W tym samym roku Piotr Szmitke trafił na listę 10 najbardziej wszechstronnych twórców w Europie.

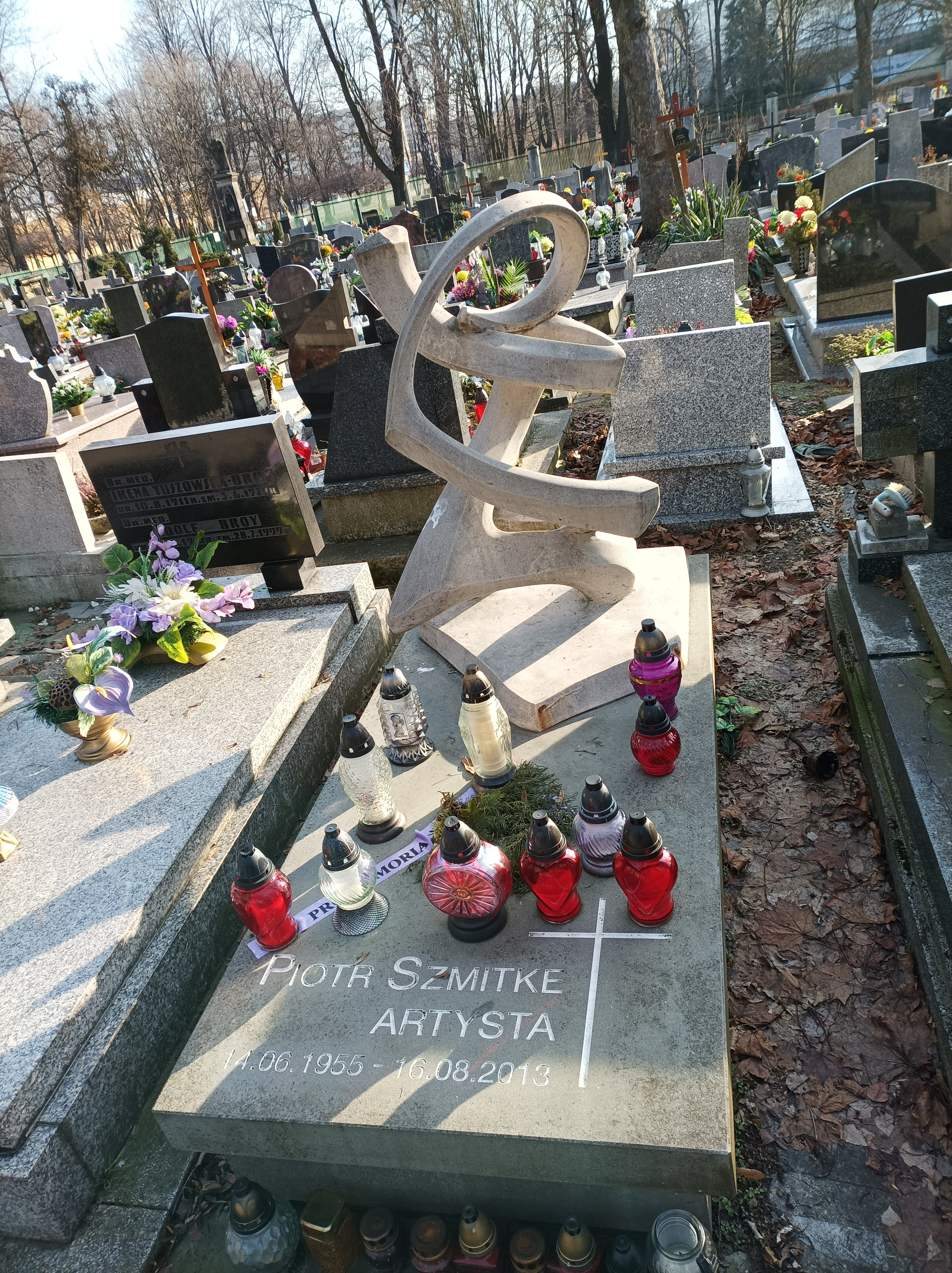
Grób Piotra Szmitke na cmentarzu przy ul. Francuskiej w Katowicach

## Wystawy zbiorowe
- 1973 – wystawa Grupy MESA w katowickim KMPiK i w będzińskim Teatrze Dzieci Zagłębia
- 1984 – Palais de Congres, Strasbourg Rys z ptaszkiem, 2010 (piórko, papier) 30x21cm

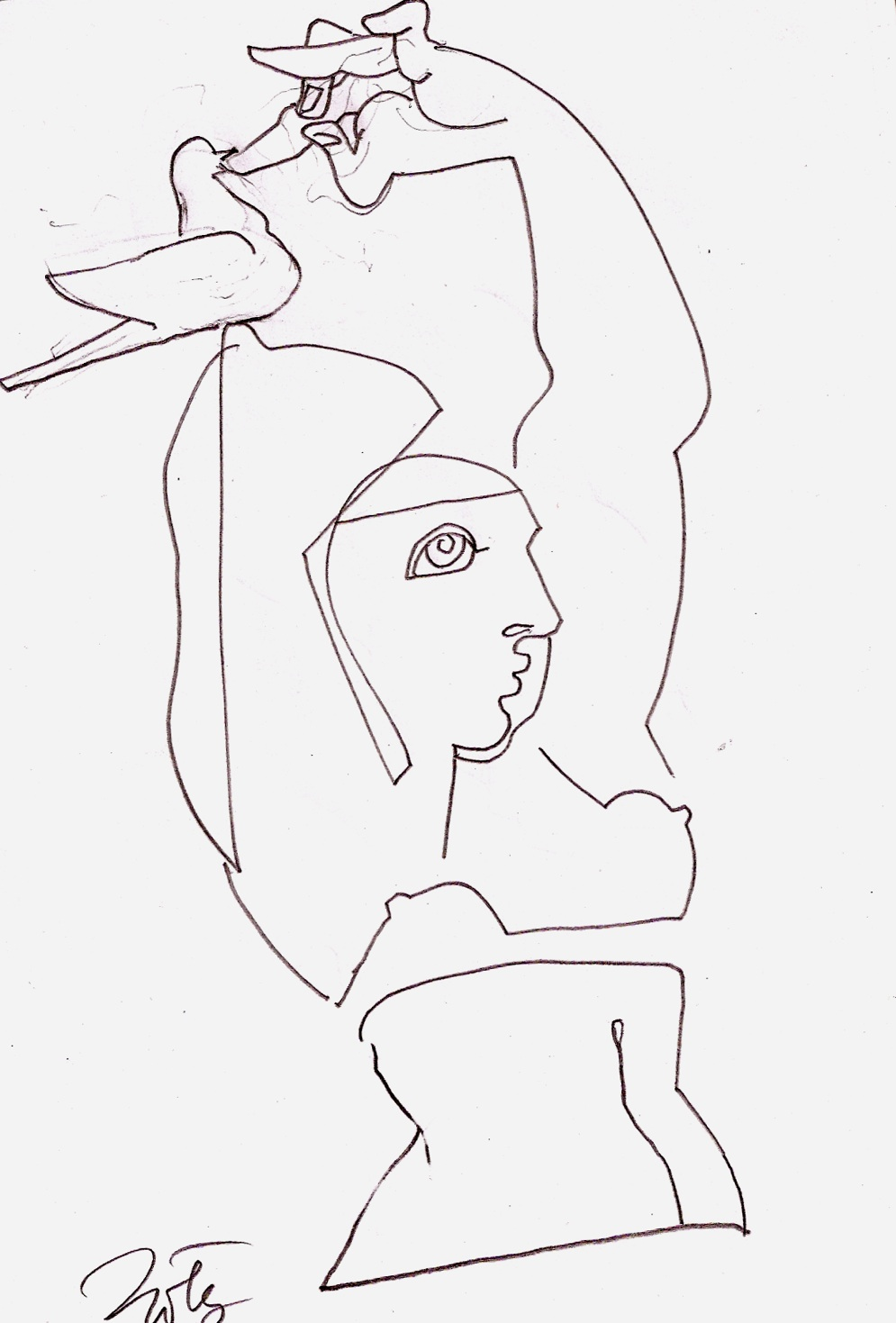
Rys z ptaszkiem, 2010 (piórko, papier) 30x21cm

- 1984 – Bilans d’Art Contemporaine, IAC, Nowy Jork
- 1985 – Peinture Polonaise, Mairie XVIII arr. Paryż
- 1986 – Les Surréalistes d’Aujourd’hui – Muzeum Surrealizmu, Melun
- 1992 – Oko na widelcu – Ogólnopolska Wystawa Sztuki Współczesnej (BWA w Katowicach)
- 1994 – Pustynna Burza (BWA w Katowicach)
- 1994 – Surrealiści Polscy (BWA w Częstochowie)
- 2011 – „Bielska Jesień 2011”, BWA Bielsko-Biała
- 2011 – „Rozbiórka Żelaznej Kurtyny” (wystawa w ramach obchodów prezydencji polskiej w Radzie UE), Berlin
- 2012 – „Mit i melancholia”, Muzeum Sztuki Współczesnej, Wrocław

## Wystawy indywidualne
- 1982 – wystawą indywidualną rozpoczyna regularną współpracę z Galerie du Sagittaire w Strasbourgu
- 1984 – dwie wystawy indywidualne w Galerie Huguette Bulthel w Strasbourgu
- 1985 – Galerie Credit Mutuel w Strasbourgu
- 1988 – indywidualna wystawa rysunków i akwarel w Galerii Jacques Casanova (Palais Royale – Paryż)
- 1989 – Galerie Akka–Valmay na rue du Seine w Paryżu.
- 1989 – powraca do kraju i aranżuje w Galerii Po schodach siemianowickiego muzeum autorską wystawę video-parateatralną W poszukiwaniu złotego rogu
- 1992– wystawa indywidualna Alegorie i Apoteozy w Galerii Sztuki Współczesnej BWA w Katowicach (kurator: Jarosław Świerszcz)
- 1993 –Towarzystwo Przyjaciół Sztuk Pięknych organizuje mu wystawę indywidualną w Pałacu Sztuki w Krakowie
- 1994 – wystawa indywidualna w Muzeum Śląskim w Katowicach (Muzeum Śląskie wydaje książkę jego autorstwa Antylogia Metaweryzmu)
- 1995 – Biuro Wystaw Artystycznych w Krakowie organizuje wystawę indywidualną pod hasłem: Międzynarodowego Festiwalu Metaweryzmu (kurator: Jolanta Ciesielska)
- 1996 – wystawa indywidualna w Galerii Hasior w Zakopanem jest połączona z premierą utworu Danslamerdedenotreculture w ramach dni muzyki imienia Karola Szymanowskiego
- 2001 – wystawę malarstwa w Galerii Radia Katowice otwiera monodramem muzycznym Akt Królowej Nudy w interpretacji Izabeli Tarasiuk
- 2010 – Muzeum Historii Katowic przedstawia Rysunki małe (pokaz z okazji nocy muzealnej połączony z warsztatami graficznymi)
- 2011 – Metaweryzm. Kategorie nieistnienia w sztuce w Sosnowieckim Centrum Sztuki – Zamek Sielecki Galeria Extravagance (kurator: Adriana Zimnowoda)
- 2011 – Muzeum Historii Katowic – retrospektywa twórczości
- 2011 – „Multiplikacje” Muzeum Miejskie, Koszyce, Słowacja
- 2011 – „Podwórko” – Galeria Zero, Berlin (w ramach obchodów polskiej prezydencji w Radzie UE)

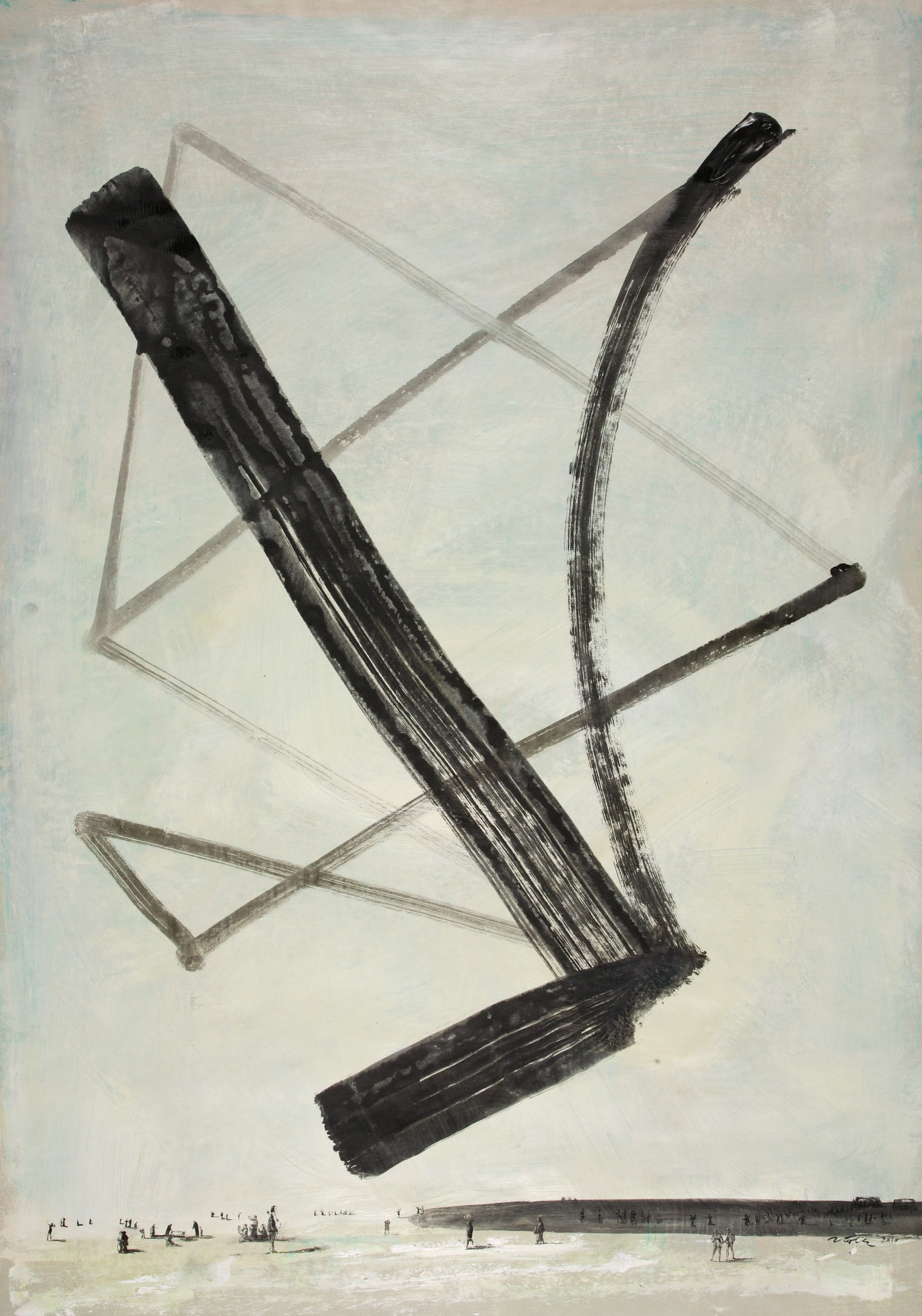
Przekaz 1, 2010 (tusz, akryl, papier) 100x70cm
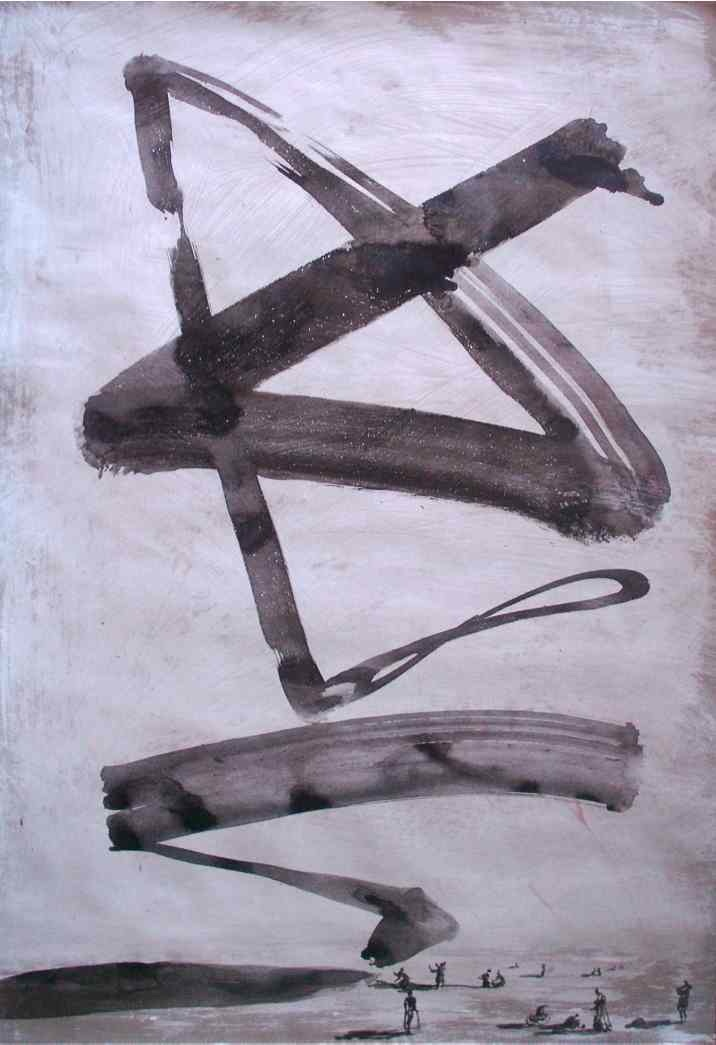
Przekaz 2, 2010 (tusz, akryl, papier) 100x70cm
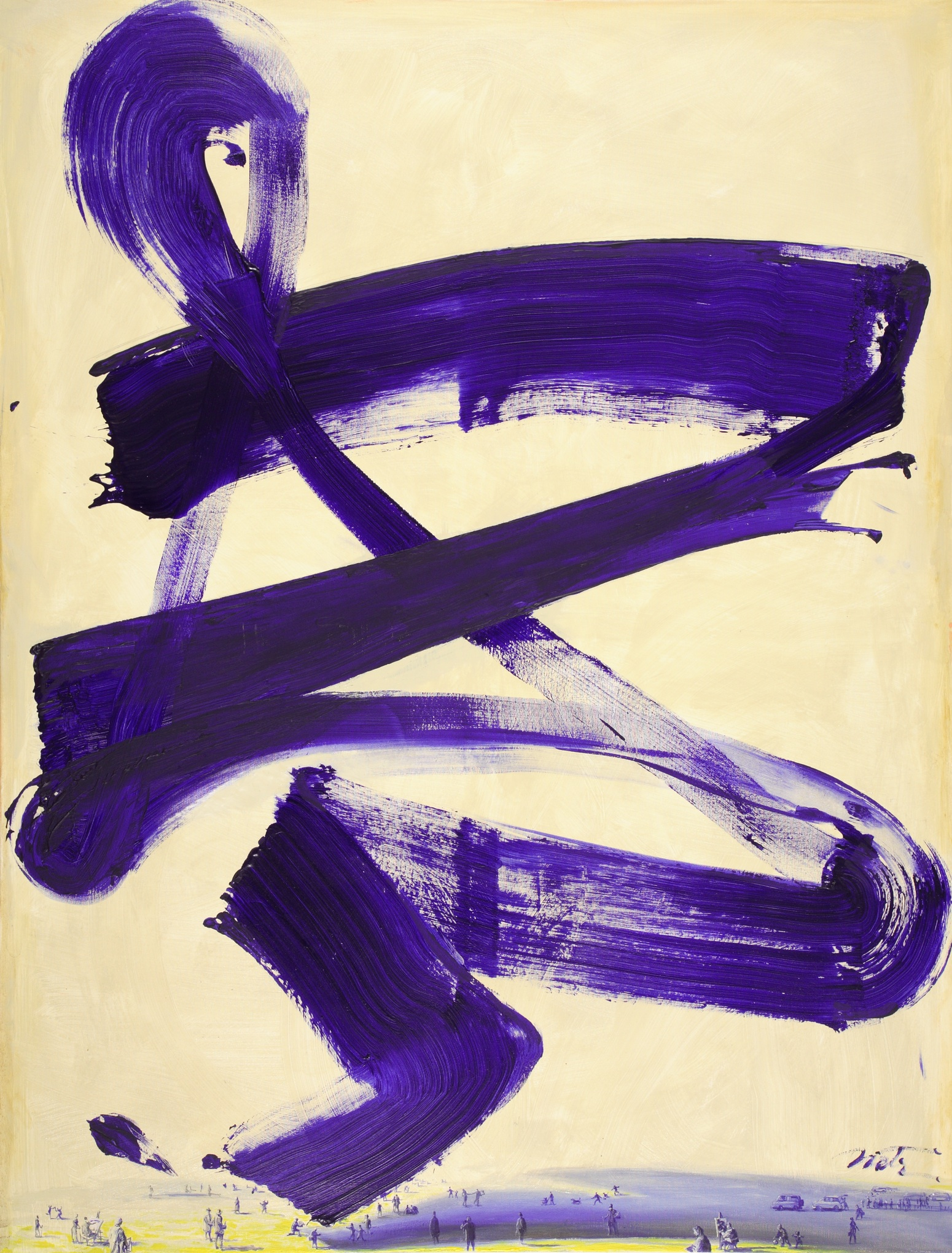
Przekaz błękitny, 2010 (akryl, płótno) 170x130cm
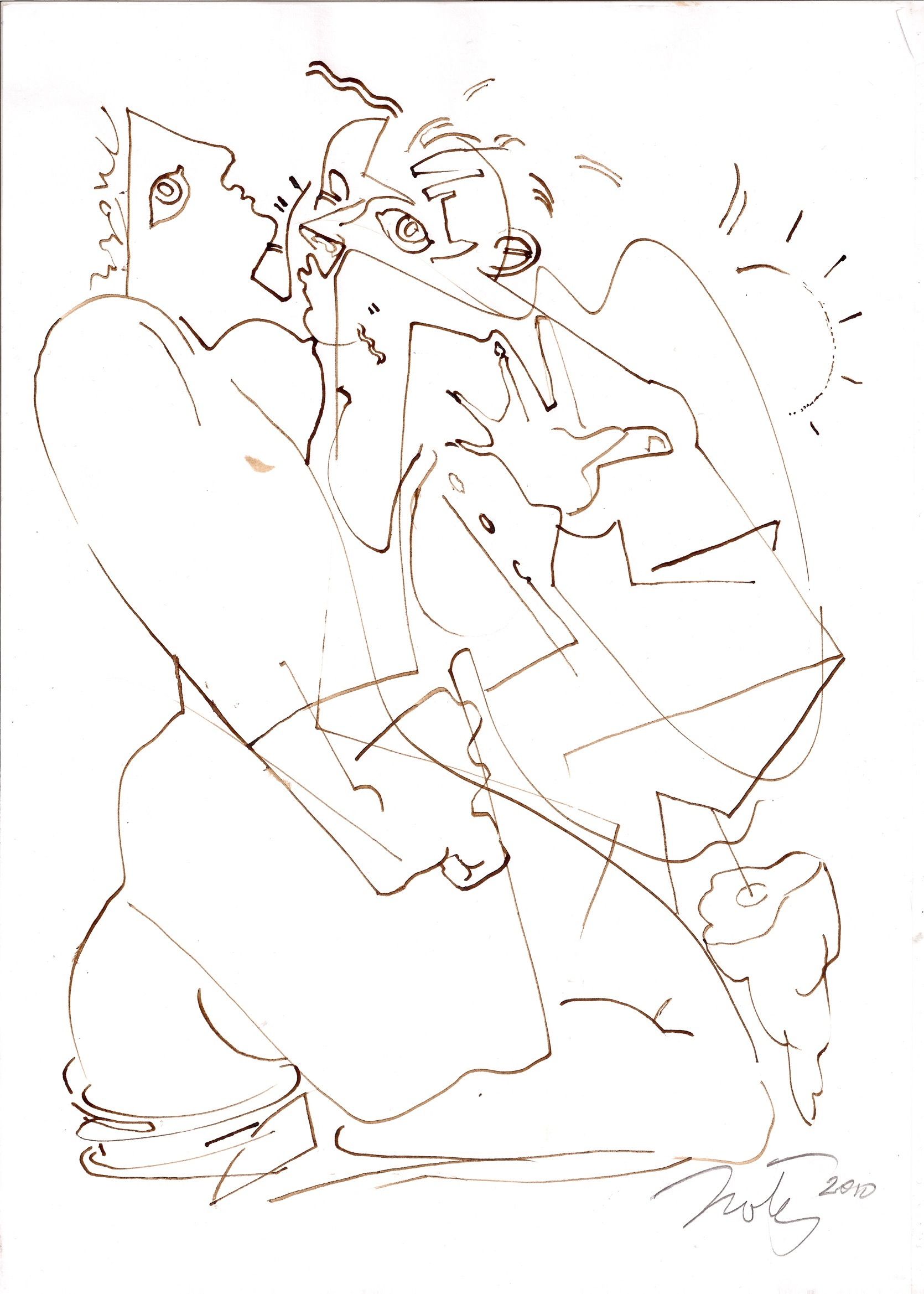
Zaloty, 2010 (piórko, papier) 30x21cm
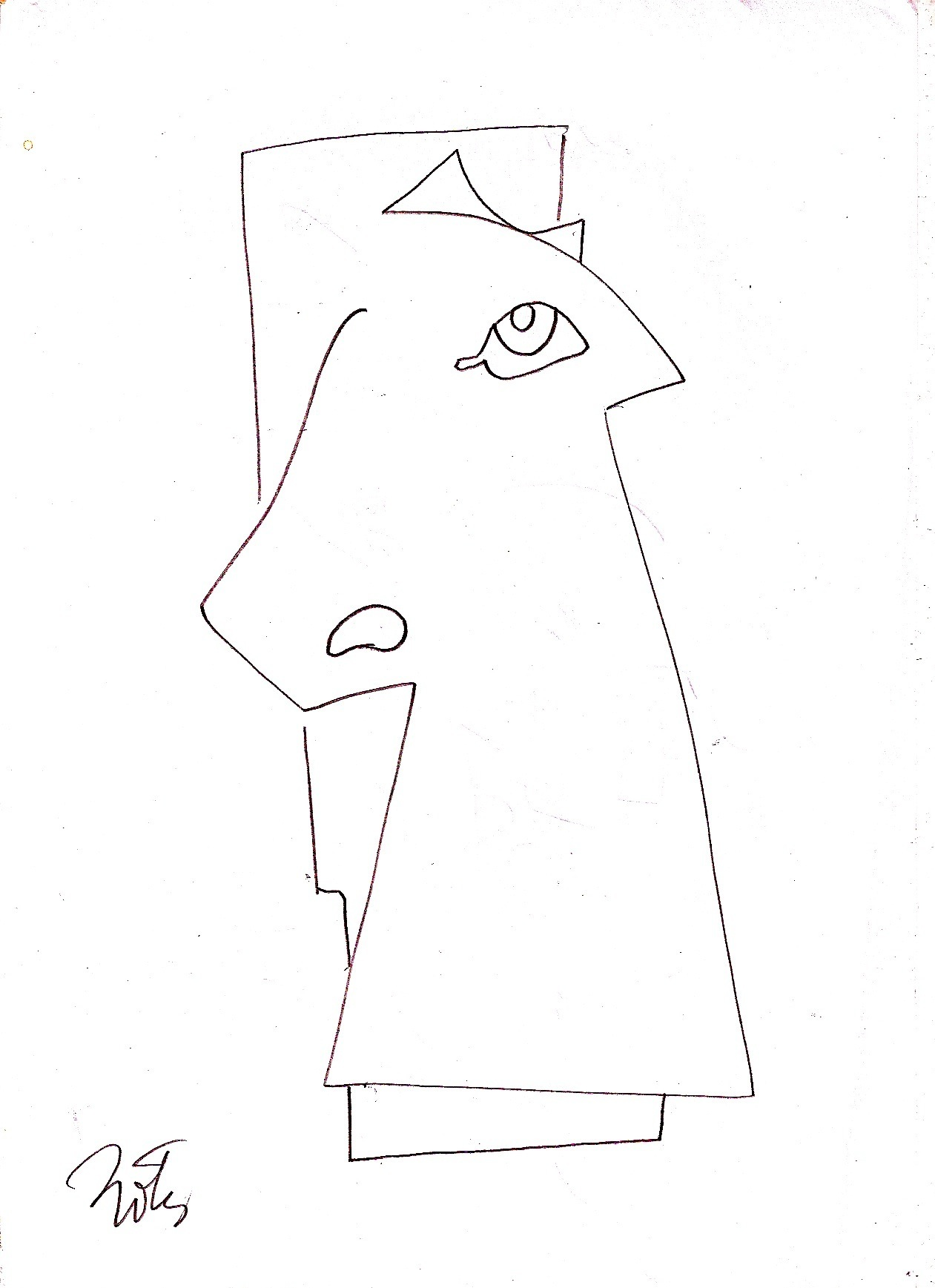
Z cyklu Patrzawki, 2010 (piórko, papier) 30x21cm

## Film
- 1992 – jest współzałożycielem Studia Form Telewizyjnych; realizuje szereg projektów scenograficznych w TVP Katowice
- 2007 – realizuje autorski film animowany Morfing
- 2009/10 – reżyseruje film Zbrodnia Ikara według własnego scenariusza (pokaz przedpremierowy: Centrum Sztuki Filmowej w Katowicach w 2009 roku). Pokazowi towarzyszy wystawa scenografii i video-artu.
- 2011 – realizuje miniaturę animowaną pt. „Agencja nieśmiertelności”

## Opera
- 1984 – jest autorem scenografii i koncepcji scenicznej europejskiego prawykonania opery Treemonisha – Scotta Joplina wystawionej w Opera-Piano w Strasbourgu. Muzeum Histeryczne Mme Eurozy. Opera Śląska 2005

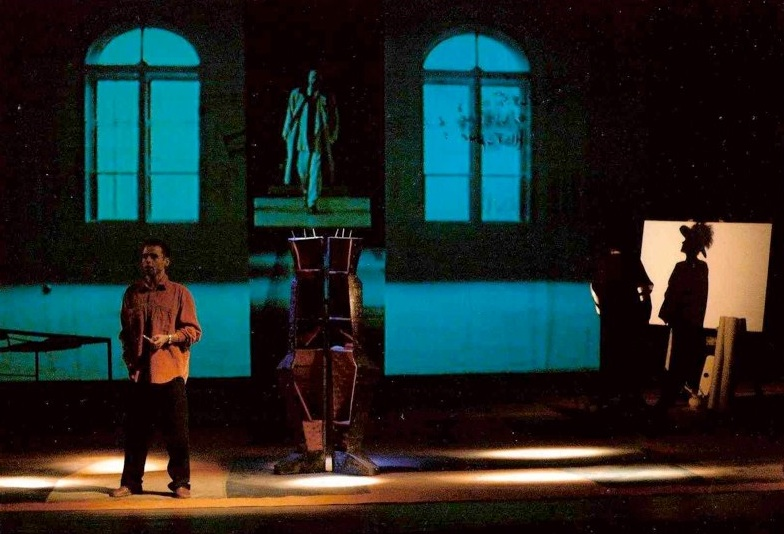
Muzeum Histeryczne Mme Eurozy. Opera Śląska 2005

- 2000 – autor scenografii do opery Philipa Glassa Echnaton w Teatrze Wielkim w Łodzi w reż. Henryka Baranowskiego
- 2005 – premiera autorskiej opery Muzeum Histeryczne Mme Eurozy ma miejsce 10 grudnia w Operze Śląskiej w Bytomiu w reżyserii Ingmara Villqista. Piotr Szmitke jest autorem libretta, muzyki i koncepcji plastycznej oraz reżyserem filmowej wersji swojej opery.
- 2006 – opracowuje innowacyjną formułę scenografii operowej, opartej na animacji rysunku, tworzonego na żywo pod batutę dyrygenta i przenoszonego na deski teatru systemem video-projekcji, jako ruchomy element scenografii. Stosuje ją po raz pierwszy 14 kwietnia 2007 roku podczas premiery Cyrulik Sewilski w Teatrze Wielkim w Łodzi
- 2007 – realizuje koncepcję plastyczną (w tym video-scenografię) do dwóch oper na Festiwalu Operowym w Portimao w Portugalii (Tosca i Traviata)

## Teatr
- 1983 – wygrywa konkurs za video instalację scenograficzną w Strasbourgu i prezentuje napisaną przez siebie sztukę pt. Świnia w Palais de Fete w ramach teatru L’EXPERIMENT w Strasbourgu
- 1988 – pracuje dorywczo jako scenograf, a następnie realizuje dla telewizji edukacyjnej spektakl Szelmostwa Scapina Moliera w reż. Jacquline Duc. Pisze scenariusze: Raj w ogniu oraz Pola (we współpracy z Talią Kahn)
- 1991 – wystawia swoje dwa spektakle – performance Klein’s Blaue Musik oraz 20 cm Ponad Polem (III Spotkania Teatru Wizji i Plastyki w Katowicach)
- 1993 –Teatr Śląski wystawia jego pseudodramę Impas Cnoty, czyli Siadanie na Jeża (w pełni autorska inscenizacja – reżyseria, scenografia, muzyka i kreacja głównej roli)
- 1997– projektuje scenografię do Czarnej Komedii Petera Schaffera w reżyserii Henryka Baranowskiego
- 2003-2005 – współpracuje z Henrykiem Baranowskim przy scenografiach spektakli w Teatrze Wielkim w Łodzi: Piękna Helena, w Teatrze Telewizji: Święta wiedźma oraz 'Noc jest matką dnia, a także w Teatrze Śląskim Mein Kampf

2004–2007 – pracuje nad pierwszą multimedialną kurtyną teatralną w Teatrze Śląskim im. Stanisława Wyspiańskiego (oficjalne odsłonięcie nastąpiło 18.11.2007)
2007– pracuje przy realizacji autorskiego teatru MIT opartego na improwizacjach interdyscyplinarnych

## Muzyka
- 1982 – odbywa kursy kompozytorskie pod kier. Jean-Claude Ferryego Tytuł: Muzyka na kobietę i osła, 1993, Pałac Sztuki w Krakowie

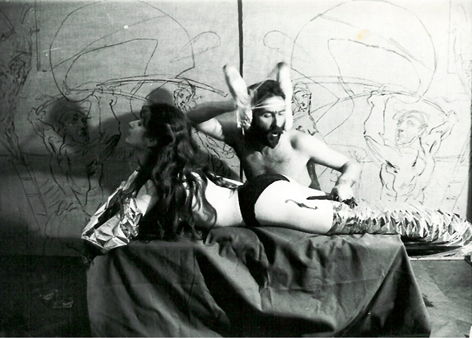
Tytuł: Muzyka na kobietę i osła, 1993, Pałac Sztuki w Krakowie

- 1984 – współpracuje z grupą artystyczną Le’O w dziedzinie muzyki i tworzy dwa spektakle muzyczne: Cerebralis per due celebri i Audiomaterię na festiwal muzyki współczesnej w Wissembourgu
- 1990 – wykonuje utwory Audiomaterie oraz nową wersję Muzyki na Kobietę i Osła na Festiwalu Rainbow Music
- 2005 – komponuje i nagrywa w studio autorską operę Muzeum Histeryczne Mme Eurozy
- 2009 – autor muzyki do filmu Zbrodnia Ikara

Tworzy słuchowiska, komponuje i wykonuje swe utwory oraz monodramy muzyczne – Rainbow music (1991), Dni muzyki Karola Szymanowskiego (1996), Radio Katowice (2000).

## Słuchowiska
- 1989 – Polskie Radio Katowice realizuje pseudodramę Świnia w Teatrze Wyobraźni Radia Katowice w reż. Beaty Kasztelaniec
- 1989 – pisze i realizuje kolejne dwa słuchowiska: Magadariva oraz spektakl w pełni autorski Beczka zawistnego losu

## Performance
- 1987 – tworzy instalacje i performance w Muzeum Surrealizmu w Chateau du Vaux le Penil (współorganizując m.in. Pogrzeb Salvadora Dali)
- 1995 – zakłada Metawerystyczną Partię Sztuki i Myśli Twórczej Warszawska Jesień 2009. Video-performance Piotra Szmitke

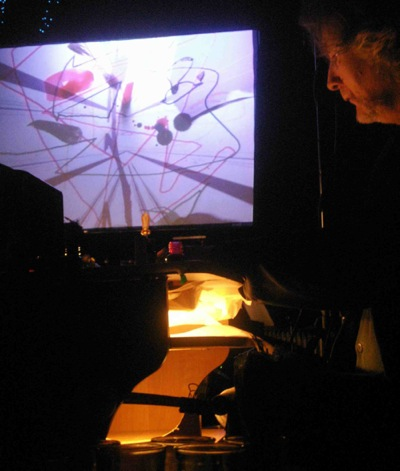
Warszawska Jesień 2009. Video-performance Piotra Szmitke

- 2007 – performance w śląskim ZOO pt. Obserwacja ludzi na wolności
- 2009 – pokaz video-performance Wizja Lokalna w czasie realna (video-malarstwo) w Galerii Entropia we Wrocławiu.
- 2009 – na festiwalu Warszawska Jesień prezentuje video-performance La Partition Aposteriorique towarzyszący prawykonaniu utworu Mieczysława Litwińskiego pt. Somnium
- 2012 – przy współpracy z krakowskim Bunkrem Sztuki otwiera Generalny Konsulat Metawery w Krakowie

## Dramat
- Świnia
- Impas cnoty
- Beczka zawistnego losu
- Magadariva
- Muzeum Histeryczne Mme Eurozy (libretto)
- Pętla Mobiusa
- Piknik na Atlantydzie

Jego dramaty zaistniały na scenach m.in. Teatru Śląskiego im. St. Wyspiańskiego, na Festiwalach Teatru Wizji i Plastyki oraz w Teatrze Polskiego Radia.

## Scenografia

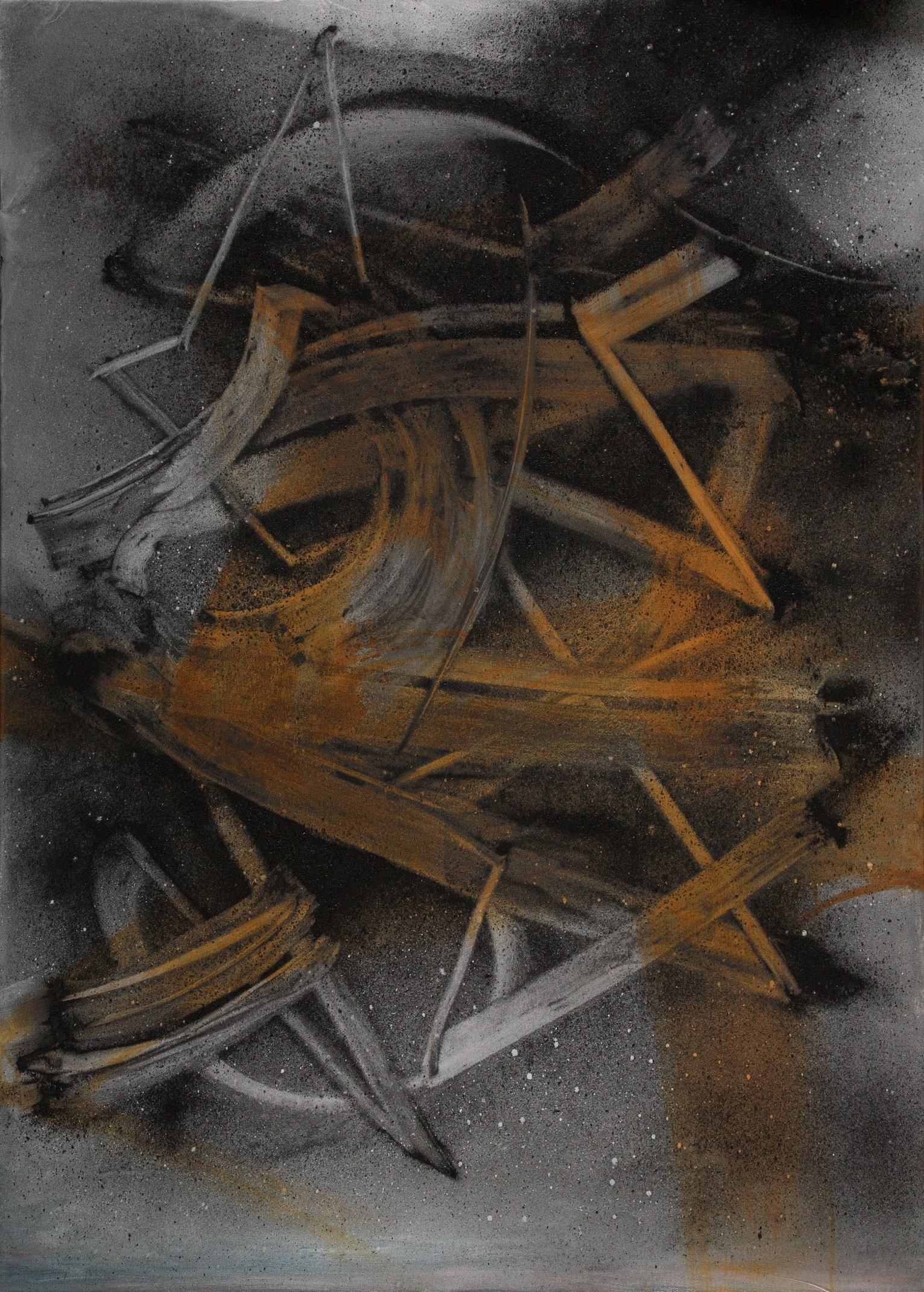
Obraz sypany, 2011 (węgiel, akryl, płótno), 170x120cm

### Operowa
- 1987 Strasbourg – Opera-Piano – Treemonischa,
- 2000-05-20 Teatr Wielki w Łodzi – Echnaton,
- 2002-Piękna Helena
- 2005-12-10 Opera Śląska w Bytomiu – Muzeum Histeryczne Mme Eurozy,
- 2007-04-14. Cyrulik Sewilski
- 2007 Opera di Portimao (Portugalia) Tosca i Traviata

### Teatralna
- Teatr Śląski im. Stanisława Wyspiańskiego – Katowice: Obraz sypany, 2011 (węgiel, akryl, płótno) 50x60cm

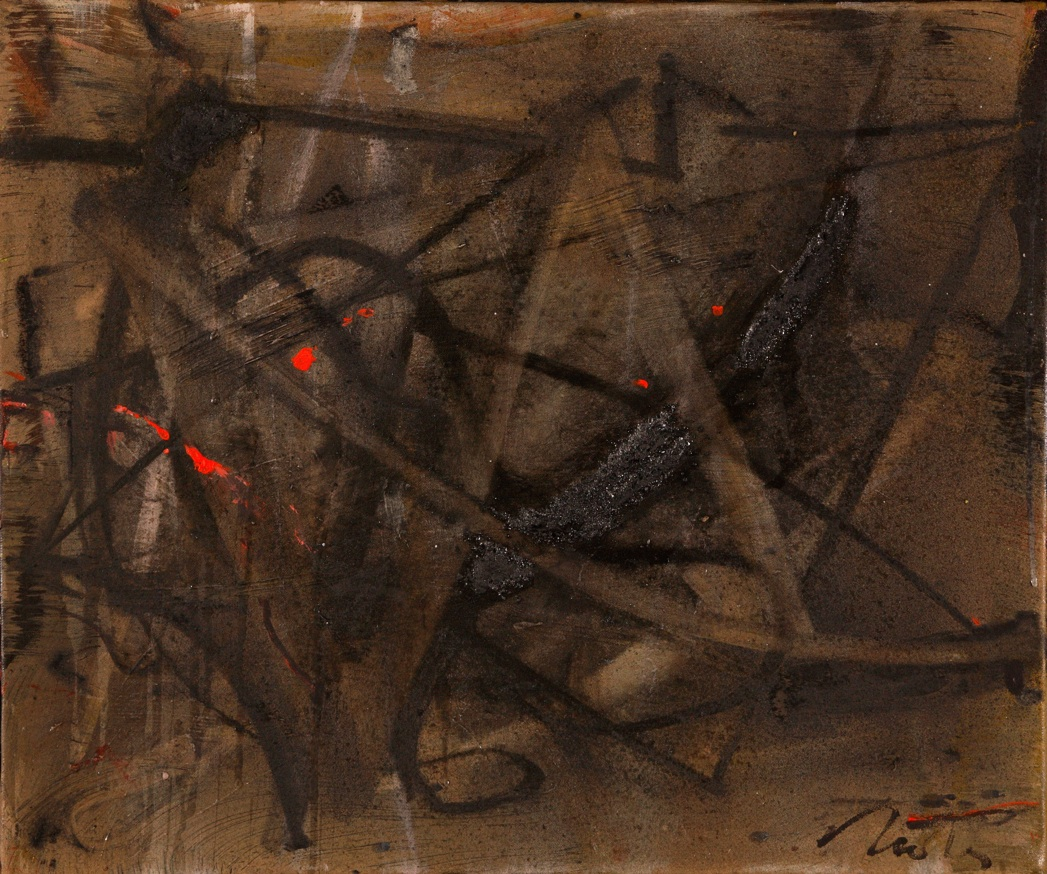
Obraz sypany, 2011 (węgiel, akryl, płótno) 50x60cm

  - 1993-11-13 „Impas cnoty” (reż. Piotr Szmitke)
  - 2003-11-23 „Beztlenowce” (reż. Ingmar Villqist)
  - 2004-09-24 „Mein Kampf” (reż. Henryk Baranowski)
  - 2005-03-18 „Fantom” (reż. Ingmar Villqist)
  - 2006-12-14 „W oblężeniu” (25. rocznica pacyfikacji Kopalni Wujek)
- Teatr Bagatela w Krakowie:
  - 1996-03-09 Czarna komedia (reż. Henryk Baranowski)

### Filmowa
- 2001 The last blues (reż. P. Gardos) – 2002 Grand Prix na festiwalu w Kairze
- 2009 „Zbrodnia Ikara” (reż. P. Szmitke)

### Teatru telewizji
- Święta wiedźma, reż. Henryk Baranowski 2003-01-19,
- Noc jest matką dnia, reż. H. Baranowski 2004-04-18,
- Wieczerza, reż. Jolanta Ptaszyńska,
- Poezja Nowej Fali – cykl filmów telewizyjnych, reż. J. Ptaszyńska

## Kariera naukowa
- 2009 – podejmuje pracę wykładowcy Uniwersytetu Śląskiego na kierunku historia sztuki
- 2011 – uzyskuje tytuł doktora sztuki na ASP w Katowicach
- 2011 – jest wykładowcą w Wyższej Szkole Technicznej w Gliwicach na Wydziale Reżyserii

## Stypendia i nagrody
- 1980 – nagroda katowickiego ZPAP w konkursie Postawy Twórcze Retrospektywa, 2010 (olej, akryl, płótno),130x162cm

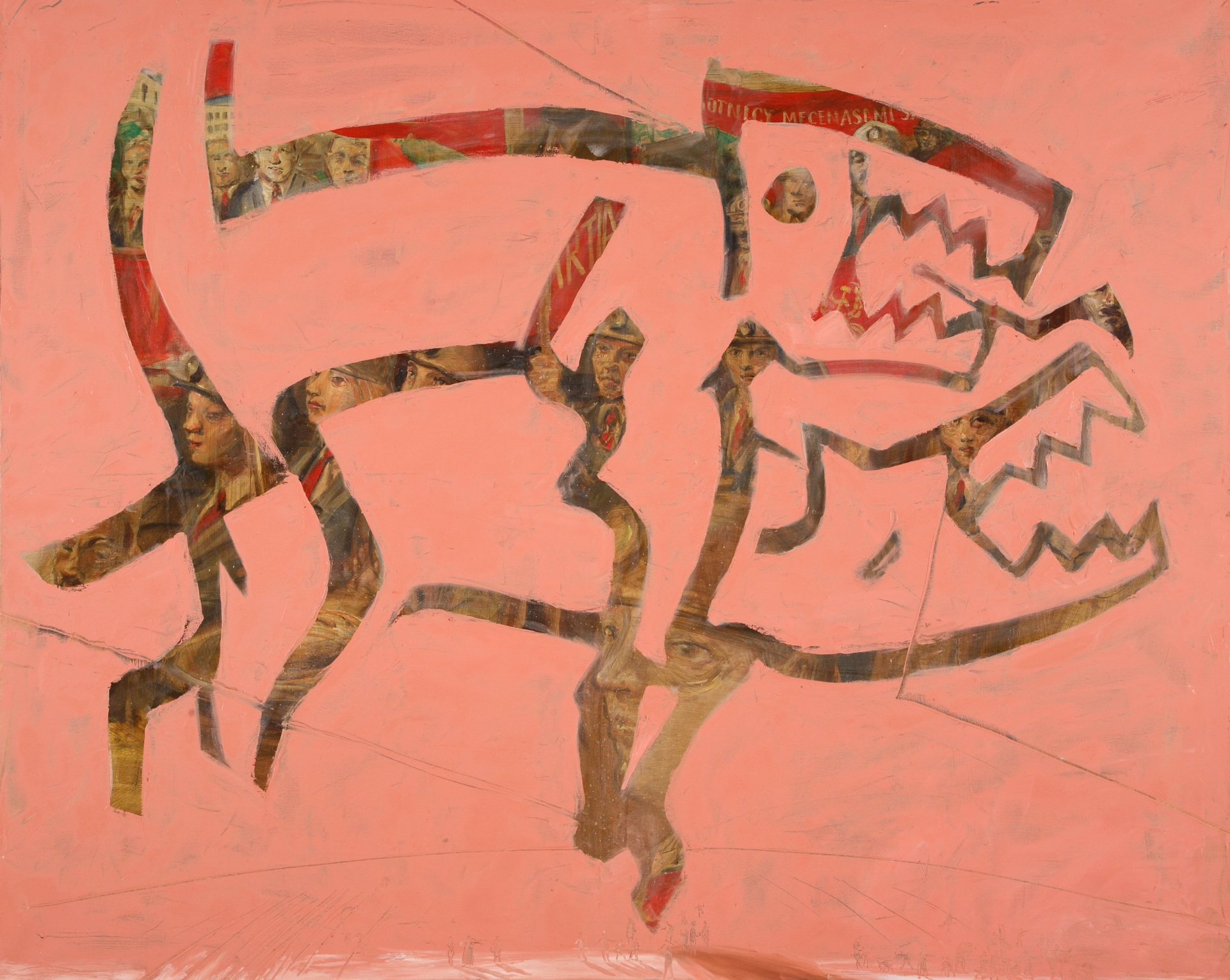
Retrospektywa, 2010 (olej, akryl, płótno),130x162cm

- 1996 – Nagroda Wnętrze Roku – za instalację rzeźbiarsko-malarską rozwiązującą wnętrze lokalu kawiarni Szuflada w Krakowie
- 1998 – stypendium twórcze Ministerstwa Kultury i Sztuki za twórczość plastyczną
- 2005 – pracuje nad unikalną pod względem języka artystycznego operą autorską Muzeum Histeryczne Mme Eurozy, na produkcję której Ministerstwo Kultury przeznacza drogą konkursu środki finansowe
- 2005 – otrzymuje nominację w konkursie Śląska Cegła
- 2007 – realizuje autorski film animowany Morfing – jako rezultat stypendium Ministerstwa Kultury i Dziedzictwa Narodowego
- 2010 – Nagroda Prezydenta Miasta Katowice w dziedzinie kultury za wybitne osiągnięcia twórcze
- 2011 – Odznaka honorowa Ministra Kultury i Dziedzictwa Narodowego „Zasłużony dla Kultury Polskiej”

## Filmografia

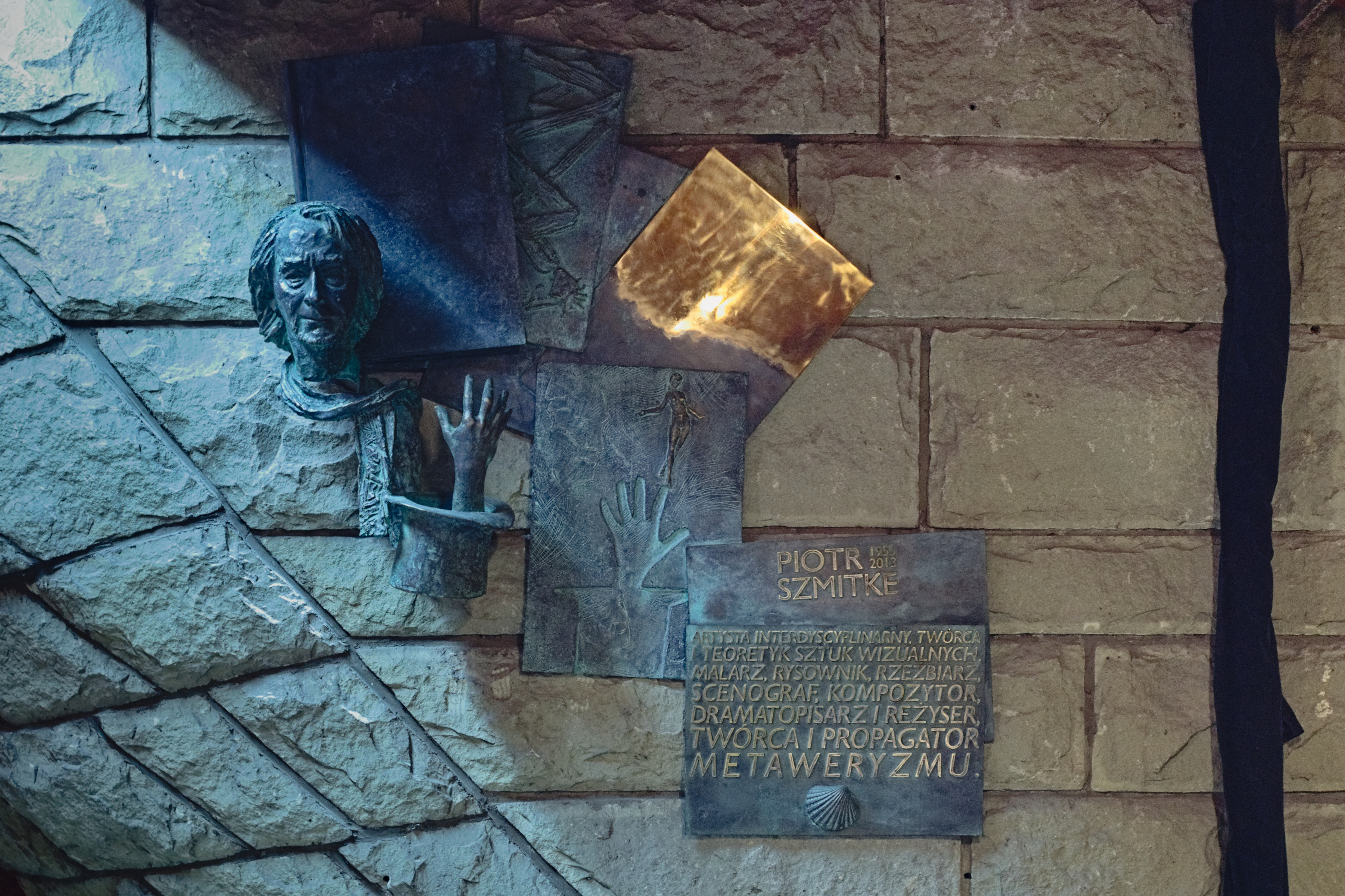
Tablica pamiątkowa w Katowicach na gmachu przy placu Sejmu Śląskiego 2 (2022)

- 1994 – Malina Malinowska-Wollen w Telewizji Kraków realizuje 2 filmy dokumentalne poświęcone twórczości Piotra Szmitke
- 1994 – Paweł Bogocz i Adam Sikora realizują dla TVP Katowice dokument z cyklu „Bez Zakłóceń”
- 2010 – Piotr Szmitke. Elektromagnetyczy wędrowiec, realizacja: Leszek Ptaszyński
- 2011 – Hodowca Symulakrów, realizacja: Leszek Ptaszyński, produkcja: Fundacja Paryż.

## Literatura
- W roku 1994 Muzeum Śląskie wydaje jego książkę Antylogia Metaweryzmu.
- Publikuje w periodykach literackich, katalogach i wydawnictwach dotyczących plastyki, takich jak: „Nagłos”, „Arkadia”, „Katowicki Underground Artystyczny”.
- W 2011 ukazują się dwie książki na temat twórczości Piotra Szmitke:
  - retrospektywna, pt. Historia katowickiego artysty w ogrodzie rozwidlającej się rzeczywistości, wyd. Muzeum Historii Katowic, s. 236;
  - oraz Metaweryzm. Kategorie nieistnienia w sztuce towarzysząca wystawie w Zamku Sieleckim w Sosnowcu (współwyd.: Fundacja Paryż)